# Vedlejší účinky (film)
Vedlejší účinky (Side Effects) je americký psychologický thriller z roku 2013, který režíroval Steven Soderbergh a napsal Scott Z. Burns.

## Děj
Film pojednává o partnerském páru Emily a Martinovi Taylorových.
Martin (Channing Tatum) byl za obchodní transakce ve vězení. Po jeho propuštění Emily (Rooney Mara), která žije v přepychu, nezvládá svoje deprese a málem spáchá sebevraždu. Navštíví proto psychiatry (Jude Law a Catherine Zeta-Jones) a nechá si předepsat experimentální léky, které by jí měly pomoci. Tyto léky mají vedlejší účinky a zapřičíní, že Emily zavraždí člověka.